# Gustavo Albella
Gustavo Albella (né le 25 août 1925 à Alta Gracia en Argentine et mort le 13 juin 2000) est un joueur de football argentin.
Avec 136 buts dont 71 en D1 et 65 en D2, il est le meilleur buteur de l'histoire du Club Atlético Banfield.